# Campeonato Venezuelano de Futebol da Quarta Divisão
Campeonato Venezuelano de Futebol da Quarta Divisão1 foi um campeonato de futebol para equipes de quarto escalão da Venezuela. Era chamado de Terceira Divisão, uma vez que a terceira de fato era chamada de "Segunda B".